# Precariti

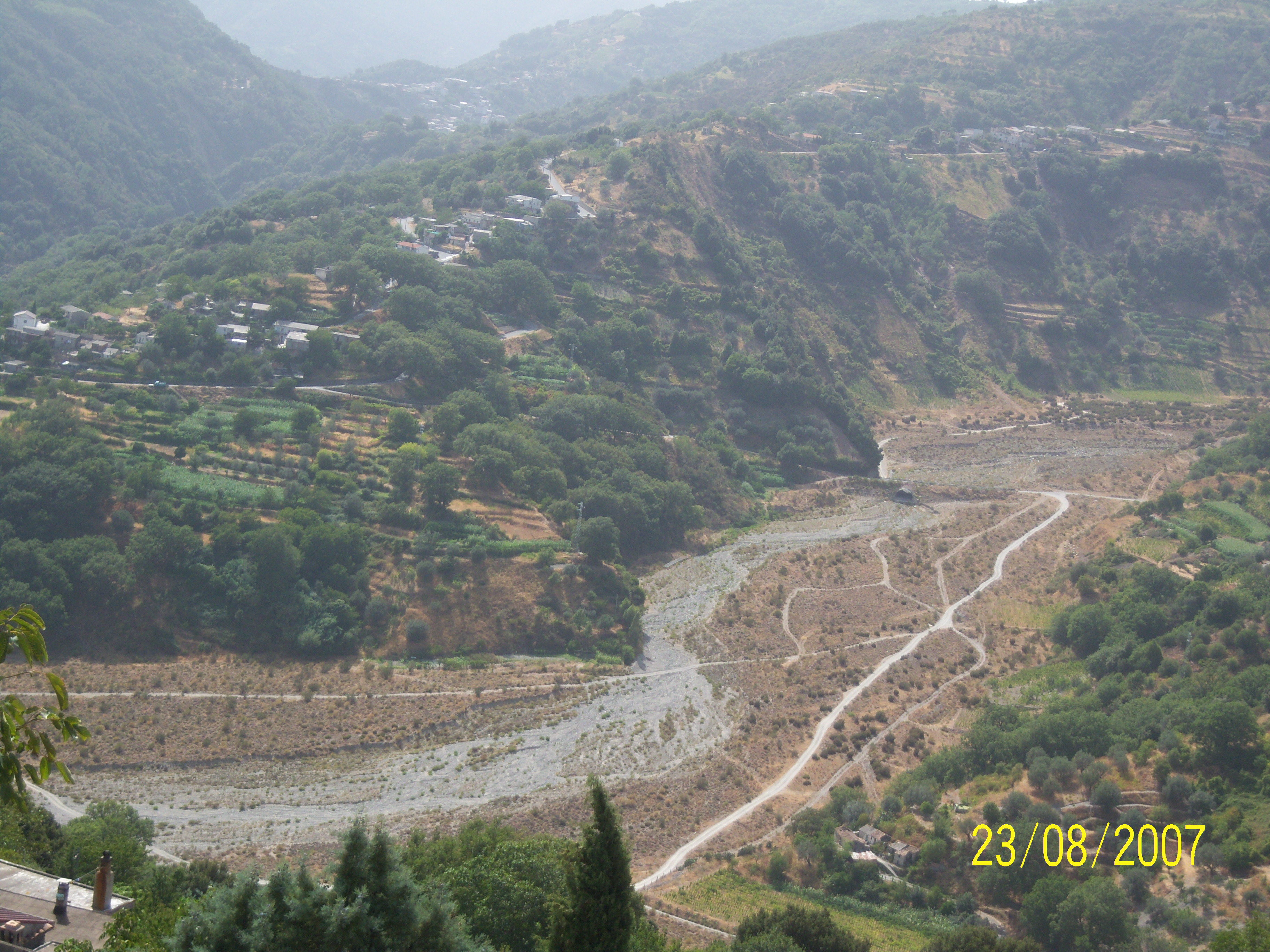
Fiumara Precariti nella zona di Pietra (Placanica)

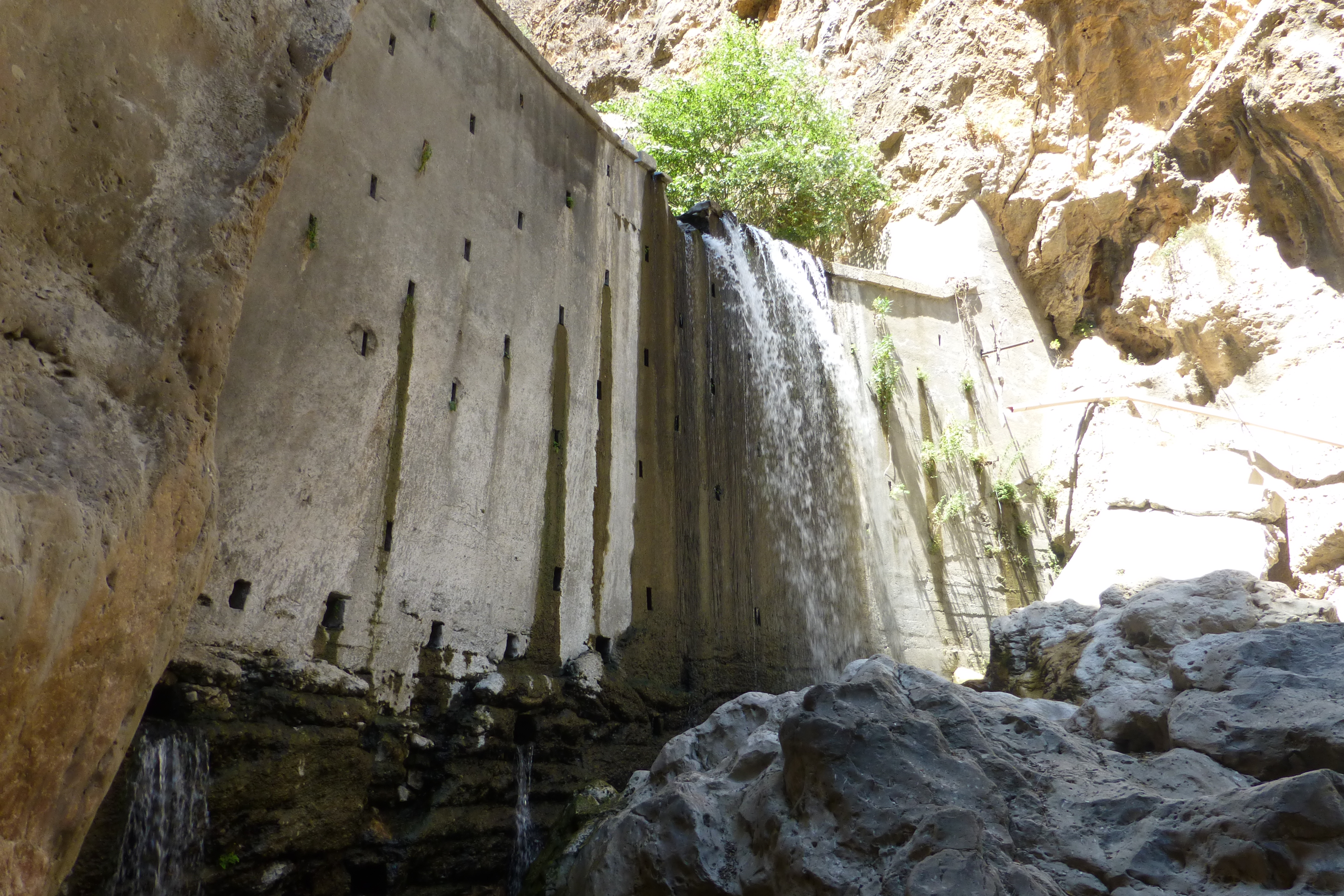
Strittu dei timpi

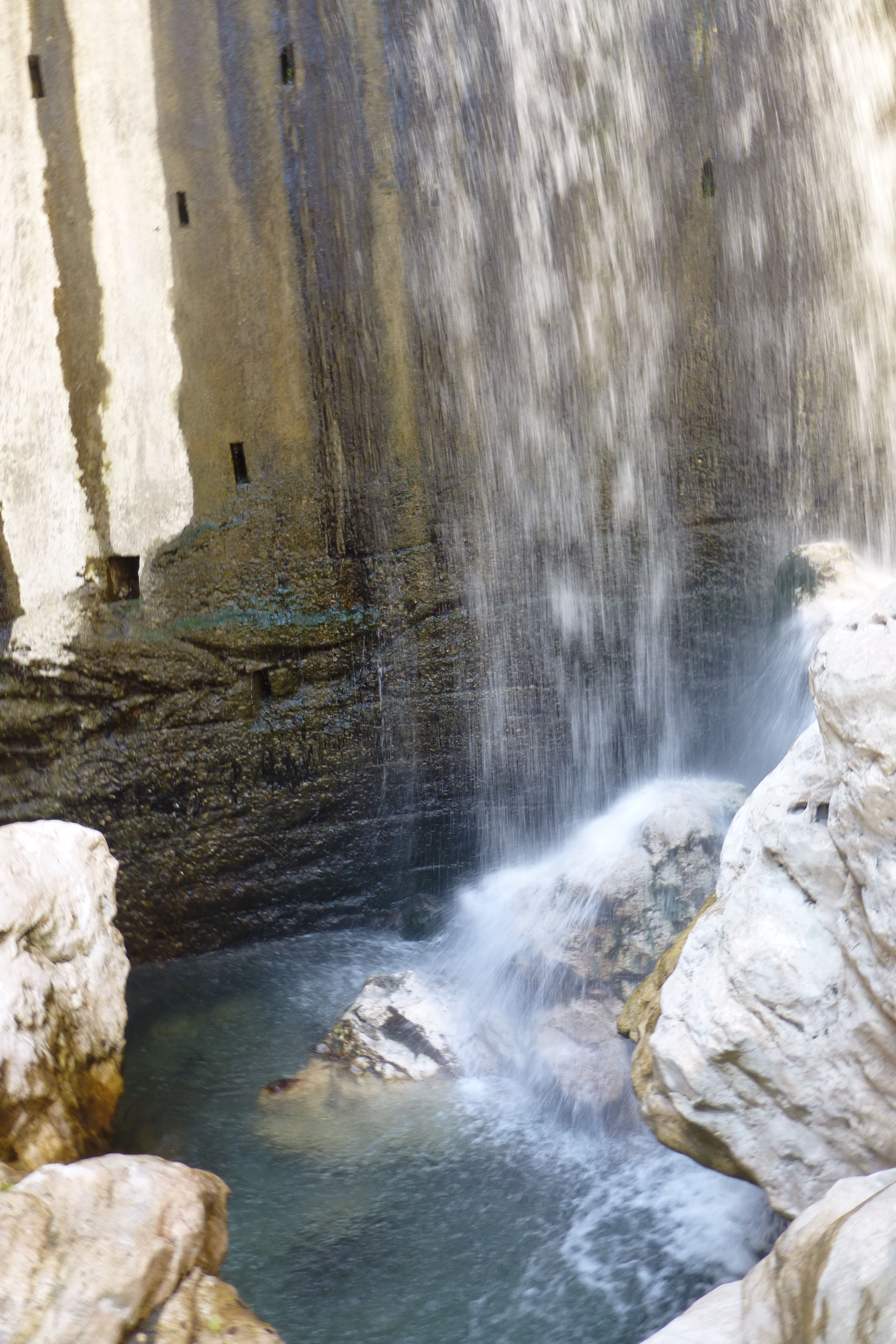
Cascata artificiale dello Strittu dei timpi o Stretto dei Burroni

Precarìti (/prekaˈriti/ ) è una fiumara calabrese sfocia nel Mar Ionio nel comune di Caulonia.
Il nome potrebbe derivare dal verbo del dialetto calabrese picari di origine greca che significa macinare.

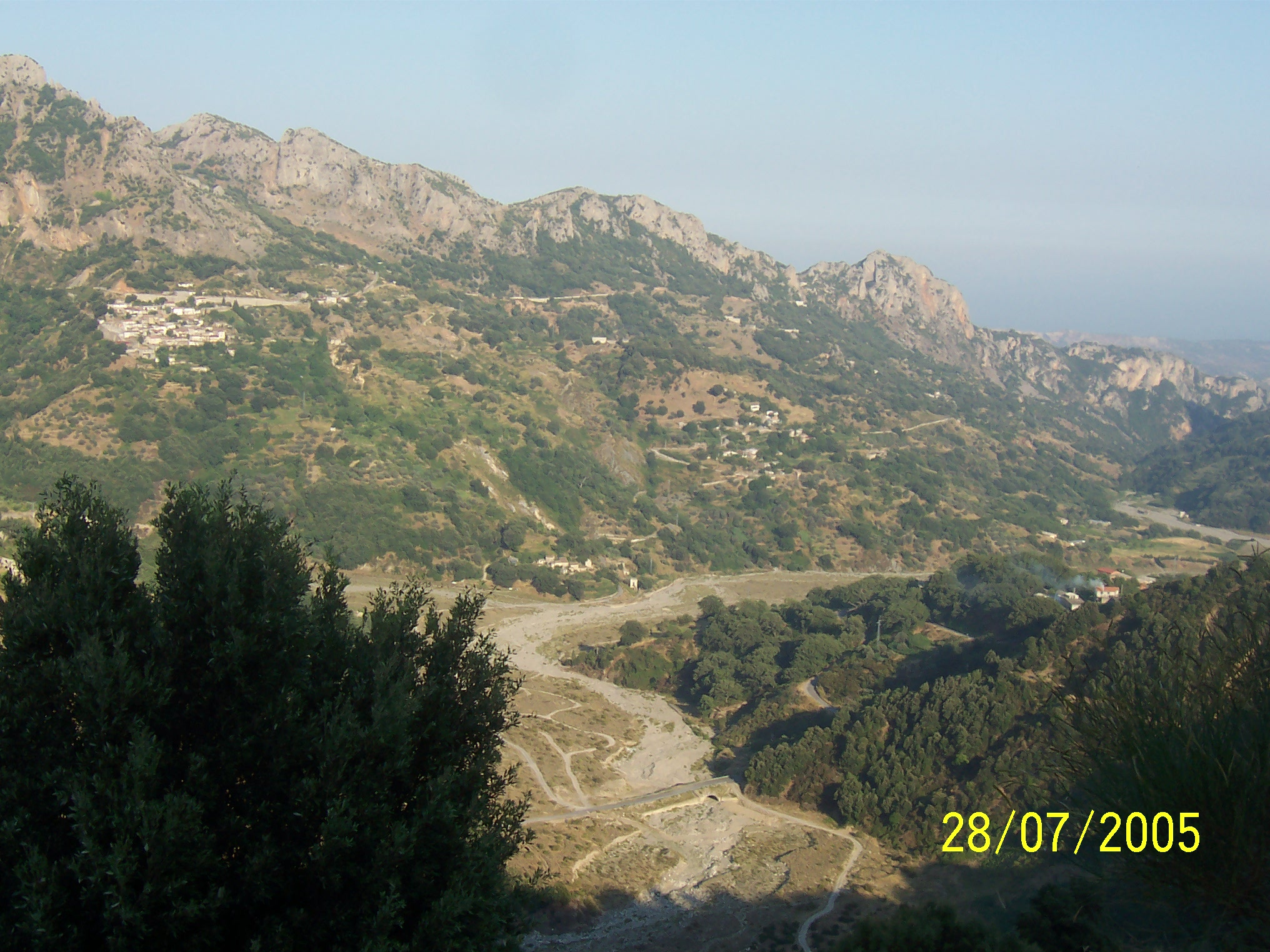
Precariti da Titi (Placanica)